# ۳۰۷ (پیش از میلاد)
۳۰۷ (پیش از میلاد) ۳۰۷مین سال قبل از تقویم میلادی است.